# Philodina parvicalcar
Philodina parvicalcar är en hjuldjursart som beskrevs av De Koning 1947. Philodina parvicalcar ingår i släktet Philodina och familjen Philodinidae. Inga underarter finns listade i Catalogue of Life.